# Lispoteleia hirta
Lispoteleia hirta är en stekelart som beskrevs av Galloway 1984. Lispoteleia hirta ingår i släktet Lispoteleia och familjen Scelionidae. Inga underarter finns listade i Catalogue of Life.